# Besson MB.411
Besson MB.411 — разведывательный гидросамолёт, спроектированный для использования с подводной лодки «Сюркуф».

## История
МВ.411 совершил первый полёт в 1935 году. Самолёт был спроектирован как разведчик и корректировщик огня для главного калибра подводной лодки «Сюркуф» и хранился в цилиндрическом ангаре диаметром 2 м и длиной 7 м, находившемся за рубкой подводной лодки. При этом предусматривалась быстрая его разборка. На сборку требовалось всего четыре минуты с того момента, как MB.411 извлекали из ангара. Самолёт спускался на воду и поднимался с неё краном. В августе 1935 года MB.411 прошёл официальные приёмочные испытания и был передан на «Сюркуф» для пробной эксплуатации (в одноместном варианте). В ходе плавания на «Сюркуфе» в последних месяцах 1935 года выявилась необходимость внесения некоторых изменений в конструкцию. В начале 1936 года гидросамолёт вернули на завод для устранения замечаний. Заказ на второй экземпляр самолёта был выдан 10 февраля 1937 года, в следующем году он был принят флотом.
В 1942 году подводная лодка затонула, самолёт на её борту отсутствовал. Один MB.411 остался в Англии с внесением некоторых изменений (приобретение закрытого фонаря), и в таком виде самолёт дослуживал в 765 эскадрильи RNAS. Судьба самолёта, оставшегося во Франции, неизвестна.

## Лётные данные
- Размах крыла, м: 12,00
- Длина, м: 8,25
- Высота, м: 2,85
- Площадь крыла, м2: 22,00
- Масса, кг
  - пустого самолёта: 690
  - нормальная взлётная: 1020
  - максимальная взлётная: 1140
- Тип двигателя: Salmson 9Nd
- Мощность, л. с.: 1 х 175
- Максимальная скорость, км/ч: 185
- Крейсерская скорость, км/ч: 130
- Перегоночная дальность, км: 650
- Практическая дальность, км: 346
- Практический потолок, м: 2800
- Экипаж, чел: 2